# 疣柄銛囊蘑
疣柄銛囊蘑（學名：Melanoleuca verrucipes(Fr.) Sing.），分布於台灣，日本，中國與歐洲地區，屬口蘑科，色通常為淡褐色。另外，該種野菇也是上述地區常見木棲腐生的大型菇類之一種，傘蓋可達十五公分。除此，疣柄銛囊蘑生長於該地區春夏季的中海拔林區，數天生，肉質軟，可加以食用。